# Lun Bawang FC
Der Lun Bawang Football Club ist ein bruneiischer Fußballverein aus Temburong. Aktuell, Stand Juni 2025, spielt der Verein in höchsten Liga des Landes, der Brunei Super League.

## Stadion
Seine Heimspiele trägt der Verein im Batu Apoi Sports Complex in Temburong aus. Das Stadion hat ein Fassungsvermögen von 3000 Personen.

## Erfolge
- Bruneiischer Zweitligameister: 2014

## Saisonplatzierung
| Saison  | Liga                  | Liga  | Liga                                          | Liga                                          | Liga                                          | Liga                                          | Liga                                          | Liga                                          | Liga                                          | Pokal                                         | Pokal |
| Saison  | Liga                  | Level | Spiele                                        | S                                             | U                                             | N                                             | Tore                                          | Punkte                                        | Position                                      | Brunei FA Cup                                 |       |
| ------- | --------------------- | ----- | --------------------------------------------- | --------------------------------------------- | --------------------------------------------- | --------------------------------------------- | --------------------------------------------- | --------------------------------------------- | --------------------------------------------- | --------------------------------------------- | ----- |
| 2014    | Brunei Premier League | 2     | 7                                             | 7                                             | 0                                             | 0                                             | 20:10                                         | 21                                            | 1. ▲                                          |                                               |       |
| 2015    | Brunei Super League   | 1     | 18                                            | 3                                             | 3                                             | 12                                            | 26:49                                         | 12                                            | 8.                                            |                                               |       |
| 2016    | Brunei Super League   | 1     | 9                                             | 1                                             | 2                                             | 6                                             | 14:19                                         | 5                                             | 9.                                            | Achtelfinale                                  |       |
| 2017/18 | Brunei Super League   | 1     | 20                                            | 6                                             | 5                                             | 9                                             | 43:42                                         | 23                                            | 7.                                            | Achtelfinale                                  |       |
| 2018/19 | Brunei Super League   | 1     | 18                                            | 5                                             | 2                                             | 11                                            | 23:43                                         | 17                                            | 7.                                            | Keine Teilnahme                               |       |
| 2020    | Brunei Super League   | 1     | Abbruch wegen der COVID-19-Pandemie in Brunei | Abbruch wegen der COVID-19-Pandemie in Brunei | Abbruch wegen der COVID-19-Pandemie in Brunei | Abbruch wegen der COVID-19-Pandemie in Brunei | Abbruch wegen der COVID-19-Pandemie in Brunei | Abbruch wegen der COVID-19-Pandemie in Brunei | Abbruch wegen der COVID-19-Pandemie in Brunei | Abbruch wegen der COVID-19-Pandemie in Brunei |       |
| 2021    | Brunei Super League   | 1     | Abbruch wegen der COVID-19-Pandemie in Brunei | Abbruch wegen der COVID-19-Pandemie in Brunei | Abbruch wegen der COVID-19-Pandemie in Brunei | Abbruch wegen der COVID-19-Pandemie in Brunei | Abbruch wegen der COVID-19-Pandemie in Brunei | Abbruch wegen der COVID-19-Pandemie in Brunei | Abbruch wegen der COVID-19-Pandemie in Brunei | Abbruch wegen der COVID-19-Pandemie in Brunei |       |
| 2022    | Brunei Super League   | 1     | Keine Austragung                              | Keine Austragung                              | Keine Austragung                              | Keine Austragung                              | Keine Austragung                              | Keine Austragung                              | Keine Austragung                              | Gruppenphase                                  |       |
| 2023    | Brunei Super League   | 1     | 16                                            | 5                                             | 1                                             | 10                                            | 17:45                                         | 16                                            | 11.                                           | Keine Austragung                              |       |
| 2024/25 | Brunei Super League   | 1     | 13                                            | 0                                             | 0                                             | 13                                            | 6:80                                          | 0                                             | 14.                                           | Keine Teilnahme                               |       |